# Düngemittelgesetz
Die rechtliche Grundlage für den Vertrieb von Düngemitteln war bis zum Februar 2009 das Düngemittelgesetz vom 15. November 1977. Dieses diente mit seinen Durchführungsverordnungen vorrangig einer Angleichung der in der Bundesrepublik Deutschland gültigen Vorschriften an einschlägige EU-Vorschriften. Es ist am 6. Februar 2009 vom Düngegesetz abgelöst worden.

## Anwendungsbereich
Im Sinne dieses Gesetzes sind:
- Düngemittel: Stoffe, die dazu bestimmt sind, unmittelbar und mittelbar Nutzpflanzen zugeführt zu werden, um ihr Wachstum zu fördern, ihren Ertrag zu erhöhen oder ihre Qualität zu verbessern.
- Wirtschaftsdünger: Tierische Ausscheidungen, Stallmist, Gülle, Jauche, Stroh und ähnliche Nebenerzeugnisse aus der landwirtschaftlichen Produktion.
- Sekundärrohstoffdünger: Abwasser, Fäkalien, Klärschlamm und ähnliche Stoffe aus Siedlungsabfällen und vergleichbare Stoffe aus anderen Quellen.
- Kultursubstrate: Pflanzenerden, Mischungen auf der Grundlage von Torf und andere Substrate, die den Pflanzen als Wurzelraum dienen, auch in flüssiger Form (z. B. für Hydrokultur, Wasserkultur).
- Bodenhilfsstoffe: Stoffe ohne wesentlichen Nährstoffgehalt, die den Boden biotisch, chemisch oder physikalisch beeinflussen, um seinen Zustand oder die Wirksamkeit von Düngemitteln zu verbessern, insbesondere Bodenimpfmittel, Bodenkrümler, Bodenstabilisatoren, Gesteinsmehle.
- Pflanzenhilfsmittel: Stoffe ohne wesentlichen Nährstoffgehalt, die dazu bestimmt sind, auf die Pflanzen einzuwirken.

Im Gesetz zur Förderung der bäuerlichen Landwirtschaft vom 12. Juli 1989 wurde das Düngemittelgesetz zu einem Anwendungsgesetz geändert. Die wichtigsten Grundsätze lauten:
- Düngemittel dürfen nur nach guter fachlicher Praxis angewandt werden. Die Düngung nach guter fachlicher Praxis dient der Versorgung der Pflanzen mit notwendigen Nährstoffen sowie der Erhaltung und Förderung der Bodenfruchtbarkeit. Dadurch soll insbesondere die Versorgung der Bevölkerung mit qualitativ hochwertigen, preiswerten Erzeugnissen gesichert werden.
- Zur guten fachlichen Praxis gehört, dass die Düngung nach Art, Menge und Zeit auf den Bedarf der Pflanzen und des Bodens ausgerichtet wird unter Berücksichtigung der im Boden verfügbaren Nährstoffe und organischen Substanz sowie der Standort- und Anbaubedingungen. Der Nährstoffbedarf der Pflanzen richtet sich nach ihrer Ertragsfähigkeit unter den jeweiligen Standort- und Anbaubedingungen sowie nach den Qualitätsanforderungen an die Erzeugnisse.
- Die Grundsätze der guten fachlichen Praxis werden in der Düngeverordnung näher beschrieben.

Düngemittel dürfen gewerbsmäßig nur in den Verkehr gebracht werden, wenn sie einem zugelassenen Düngemitteltyp entsprechen, der durch Rechtsverordnung zugelassen ist. Die Vorschriften zur Abgrenzung der Düngemitteltypen voneinander beziehen sich auf
- die Bezeichnung der Düngemitteltypen,
- die einen Düngemitteltyp bestimmenden Nährstoffe und sonstigen Bestandteile sowie ihre Mindestgehalte,
- die Bewertung der Bestandteile und der Nährstoffe nach ihren Formen und Löslichkeiten,
- die Art der Herstellung,
- ihre Zusammensetzung,
- die äußeren Merkmale,
- die Gehalte an Nebenbestandteilen
- und auf andere für die Wirkung oder Anwendung der Düngemittel wichtigen Erfordernisse.

## Reform
Um die Zulassung neuer Düngemittel schneller umzusetzen, wurde das Düngemittelgesetz durch das Düngegesetz ersetzt. Allerdings hatten die Bundesländer erheblichen Korrekturbedarf angemeldet, sodass die Umsetzung erst ab dem 6. Februar 2009 erfolgen konnte.